# Setomima pectinata
Setomima pectinata är en tvåvingeart som först beskrevs av Tonnoir 1922.  Setomima pectinata ingår i släktet Setomima och familjen fjärilsmyggor.
Artens utbredningsområde är Ghana. Inga underarter finns listade i Catalogue of Life.